# Forámenes olfativos
Los forámenes olfativos, también conocidos como forámenes cribiformes (cribr- es "un tamiz" en griego), son el conjunto de orificios situados en la lámina cribiforme. La lámina cribiforme forma el techo de la cavidad nasal, y los forámenes olfativos se encuentran en las dos depresiones laterales a la lámina media de la lámina cribiforme denominadas crista galli. En estas dos depresiones descansan un par de bulbos olfatorios cerebrales. Estos orificios que forman los forámenes olfatorios permiten el paso de unos 20 haces de fibras nerviosas que forman el nervio olfatorio, también conocido como Nervio Craneal I (CNI), desde la cavidad nasal hasta encontrarse con los bulbos olfatorios. Por lo tanto, los forámenes olfativos son necesarios para el sentido del olfato humano. Estos forámenes varían en tamaño y número con la edad.